# Comalapa (El Salvador)
Comalapa es un distrito del departamento de Chalatenango en la República de El Salvador.
| Censo | Población | Cambio | Porcentaje |
| ----- | --------- | ------ | ---------- |
| 2007  | 2 996     | N/D    | N/D        |
| 2024  | 4 136     | 1 140  | 38.1%      |

## Datos básicos
Limita con los siguientes distritos: al norte, por Dulce Nombre de María; al este, por La Laguna; al sur, por Concepción Quezaltepeque; al oeste, por Santa Rita y Dulce Nombre de María. 
- La extensión territorial del distrito es de 28.22 km².
- En 2005 la población del distrito era 4,516 habitantes.

## Administración
Para su administración, el municipio se divide en 4 cantones y 20 caseríos:
Cantón Candelaria:
- Candelaria,
- La Cuchilla,
- El Pilon

Cantón El Morro:
- El Morro,
- La Pedrera,
- Los Carvajal,
- El Barrio,
- El Tabanco,
- El Roble,
- Guevarita,
- El Tablón

Cantón Guachipilín:
- Guachipilín,
- El Pepetón,
- Tierra Colorada,
- Cuatro Pinos

Cantón La Junta:
- La Junta,
- Chorosco,
- Los Achotillos,
- Los Barillas,
- Los Irayoles

### Toponimia
Del náhuatl, Comalliatlpan (“En el agua de los comales” o “Lugar de los comales”)

## Religión
83% de la población de El Salvador se identifica como católica, y el otro 17% se identifica con otras religiones (CIA World Factbook). Pero en los últimos años la popularidad de catolicismo ha sido rebajando (USBDHRL) Hay bastante actividad de los protestantes, y El Salvador tiene una de las tasas más altas de protestantes en América Latina (Soltero y Saravia 2003:1). Sin duda la religión tiene un papel muy importante en la vida en muchas personas. Fiestas patronales y religiosos todavía son muy importantes y celebrados en casi todos los municipios del país, y casi todos los cantones tienen su propio santo en cuyos honor celebran la fiesta patronal.

## Fiestas Patronales
- La segunda semana de enero, esta es una fiesta tradicional, para los negociantes;
- 1 al 4 de octubre: 	fiesta patronal en honor de San Francisco de Asís;
- 14 y 15 de agosto,	fiesta patronal en honor a la Virgen de la Asunción.

### Candelaria
Candelaria Arriba, Candelaria Abajo
- 2 de febrero, fiesta patronal en honor a la Virgen de Candelaria y Cofradías.
- 3 de mayo Celebración en honor a La Santa Cruz.

Una procesión de la cruz, de tal manera adornando su encaminada con flores y papel china, formando cada Casa en su camino su cruz de frutas y flores a ser adornada la mejor.

### Caserío Las Cuchillas
- 23 y 24 de mayo fiesta patronal en honor a Maria Auxiliadora
- 12 y 13 de junio, fiesta en honor de San Antonio de Padua

### El morro
- 18 y 19 de marzo, en honor de San José del Morro

### Guachipilín
- 11 y 12 de diciembre, en honor a la Virgen de Guadalupe

### Caserío El Pepetón
- 12 y 13 de diciembre, fiesta patronal en honor a Santa Lucía

### La Junta
- 12 y 13 de marzo, fiesta tradicional;
- 12 y 13 de junio,  fiesta patronal en honor de San Antonio de Padua

#### Caserío Los Barillas
- 12 y 13 de diciembre, fiesta patronal en honor a la Virgen de Guadalupe

### Bailes tradicionales
Entre los bailes que se conocieron está:
- La Raspa
- El Arranca Polvo: este era un baile zapateado.

## Producción agrícola
La producción agrícola es una producción que tradicionalmente ha caracterizado al distrito; entre los cultivos están la Caña de azúcar, el café, el maíz, el fríjol, el maicillo, el ayote, el arroz, algunas hortalizas. Estos cultivos sirven esencialmente para consumo familiar, pero en algunos casos se comercializa de forma directa o a través de intermediarios.
Cabe mencionar que frente a la crisis de la producción agrícola, la población ha disminuido su trabajo en este rubro, muchos, emigran a los Estados Unidos o buscan otras formas de sobrevivir.
Antes se cultivaba el añil y muestra de ello, es que todavía se encuentran retos de los obrajes. En Guachipilín ahí le dicen el obrajón, porque hay restos de obrajes. En Guachipilín hay tres obrajes, también en la loma del muerto. En un molino se muele la caña de azúcar y se hace el atado de dulce.

### Comida y bebida
La comida tradicional incluye frijoles, tortillas, carnes de animales domésticos, sopas, dulces, y semillas. Otros platos tradicionales incluyen: 
- - Calabaza en miel se cocina en unos peroles grandes de una molienda donde se exprime la caña de azúcar.
  - La chicha de maíz, se entierra en un perol de barro, atado de dulce y el maíz a los días fermentado se saca para ser colado y listo.
- Las Cupas: un tipo de pupusa que se doblaban a la mitad.
- Montuca: es un tamal de viaje (maíz tierno cuando todavía tiene leche), También hacen pizques que solo son de masa.
- Ticucas: son de frijoles molidos, se hacen tres tortillas en hojas de huerta y en medio se le pone el fríjol y si quiere se le puede poner huevo y carne.
- Para las fiestas patronales la gente acostumbra a hacer tamales de gallina, de cerdo, pasteles, horchatas, semitas.
- Pupusas del cogollo del palo de pito también conocido como Quilete.
- Vino de jengibre:: dos libras de jengibre molido, tres litros medio de agua, dos atados de dulce, una onza de canela.
- Torrejas: Es un dulce que se prepara para comer en Semana Santa.
- Chaparro corriente o curado que sirve de medicina, cuando las mujeres están en dieta después del parto. Se prepara de manera especial.

La mayoría de los ingredientes que se usan para estas comidas y bebidas tradicionales, son naturales y se pueden encontrar o producir en la zona, además forman parte de la biodiversidad que en algunos casos esta amenaza o en peligro de extinción. Sin embargo, estos se está perdiendo, ahora la gente come más productos industriales.

## Producción artesanal
Entre la producción artesanal que se logró rastrear en el distrito de Comalapa, están las siguientes: Redes, hamacas, cinchos, bolsas, ahora se ha perdido el mezcal, todavía hay gente que lo tuerce y lo trabaja, lo que sucede es que no es bien remunerado, no se tiene materia prima cercana y los intermediarios traen la materia prima y sacan el producto. Hay estudios diferentes sobre esta producción.
Se hacen todas las partes importantes para el trabajo del mescal: Carretas para torcer mescal de Malacate del corazón de Guachipilín; agujas de bambú y banquetas de madera de guachipilín.

## Vestigios del pasado
1. En Pueblo Viejo era antes Comalapa, esto queda a medio kilómetro. sobre la carretera a La Laguna, ahí encontraron un cantarito.
2. En el cerro de La Cruz hubo un deslave que se llevó al pueblo y quedaron restos.
3. En el Cerrón Grande frente a Guachipilín se encontraban ollas, las bases de las casas y todo tipo de tinajas.
4. Piedra del Tambor en Tierra Colorada, cerca de Cuevitas esta La Cueva del Ermitaño, ahí le dicen el Chupadero,
5. En el Morro, hay un potrero que le dicen la Loma China, hay cimientos de casas, camino a La Lomita.